# Кубок Дэвиса
Кубок Дэ́виса (англ. Davis Cup) — крупнейшие международные командные соревнования в мужском теннисе. Проводятся ежегодно с 1900 года, с 1979 года — под эгидой Международной федерации тенниса (ITF). Команды теннисистов из различных стран играют матчи между собой с выбыванием проигравшей команды из турнира. Текущий обладатель Кубка (2023) — сборная Италии.
Аналогичный турнир для женских команд — Кубок Билли Джин Кинг (ранее известный как Кубок Федерации).

## История
В 1899 году у четырёх студентов Гарвардского университета зародилась идея проведения теннисного турнира, в котором участвуют национальные сборные команды. Один из них — Дуайт Дэвис, разработал схему проведения турнира и купил на собственные деньги приз для победителя — серебряный кубок.
Первый турнир состоялся в Бруклайне (штат Массачусетс) в 1900 году, и в нём приняли участие сборные США и Великобритании. Сам Дэвис играл в команде США, которая неожиданно победила, выиграв первые три матча. В следующем году турнир не проводился, а в 1902 году снова выиграла команда США.
В 1904 году США не выставили своей команды, и в розыгрыш была включена Бельгия, а затем Австралия и Франция. К 1905 году участниками турнира стали команды Бельгии, Австрии, Франции и Австралазии (объединённой команды Австралии и Новой Зеландии, которые выступали вместе по 1922 год). В 1913 году играло восемь, в 1939 году — более 30 стран. За период с 1900 по 1939 годы кубок разыгрывался 34 раза (не было розыгрыша в 1901, 1910, 1915—1918 гг. До 1946 года кубок доставался только четырём странам. Наибольшее число побед у США — 12, Англия выигрывала 9 раз, Австралия — 7, Франция — 6. Команда США во главе с Уильямом Тилденом 7 лет подряд владела призом. Франция в период спортивного расцвета своих знаменитых «четырёх мушкетеров» — Коше, Лякоста, Боротра и Брюньона — обладала им 6 лет. По четыре победы подряд одерживали Англия, опиравшаяся на талант Фреда Перри, и Австралия, благодаря двум знаменитым игрокам — Норману Бруксу и Энтони Уайлдингу.
Турнир изначально назывался International Lawn Tennis Challenge, своё современное название он получил после смерти Дуайта Дэвиса в 1945 году. До 1979 года проводился независимым оргкомитетом, когда по его просьбе перешёл под управление ITF. В юбилейный 100-й год проведения в турнире приняли участие национальные команды 129 стран.

## Формат турнира

### Структура (2012—2018)
Матчи Кубка Дэвиса проводятся между командами, разделёнными на разные уровни и группы. Победители и аутсайдеры в группах переходят в следующем сезоне на другой уровень.
Первый уровень представлен Мировой группой (World Group), матчи в ней проводятся по олимпийской системе (проигравшая команда выбывает из турнира). Последующие уровни разделены по зонам: Америка, Европа/Африка, Азия/Океания. Зоны Америка и Европа/Африка содержат 3 группы, а зона Азия/Океания содержит четыре группы. Две высшие группы проводят турнир по олимпийской системе, третья и четвёртая группы — по круговой. Победители группы переходят на уровень выше, проигравшие — на уровень ниже (за исключением последних групп). Победители Первой группы играют квалификационный турнир с аутсайдерами Мировой группы за право выступать на высшем уровне в следующем сезоне.
| Уровень | Группы                         | Группы                               | Группы                               | Группы                                 |
| 1       | Мировая группа 16 стран        | Мировая группа 16 стран              | Мировая группа 16 стран              | Мировая группа 16 стран                |
| 2       | Первая группа Америка 6 стран  | Первая группа Европа/Африка 11 стран | Первая группа Европа/Африка 11 стран | Первая группа Азия/Океания 7 стран     |
| 3       | Вторая группа Америка 8 стран  | Вторая группа Европа/Африка 16 стран | Вторая группа Европа/Африка 16 стран | Вторая группа Азия/Океания 8 стран     |
| 4       | Третья группа Америка 10 стран | Третья группа Европа 14 стран        | Третья группа Африка 13 стран        | Третья группа Азия/Океания 8 стран     |
| 5       |                                |                                      |                                      | Четвёртая группа Азия/Океания 10 стран |

### Правила проведения матчей
В каждом раунде турнира две команды играют пять матчей в течение трёх дней, обычно, с пятницы по воскресенье. Для победы необходимо выиграть минимум три матча из пяти. Первые два матча — одиночные, проводятся в первый день. Во второй день проводится парный матч. Последние два матча — одиночные, проводятся в третий день. В них традиционно играют участники первого дня, сменив соперников. Ранее разрешалось заменить игрока в последних двух матчах, если только победитель раунда был уже определён после первых трёх матчей. Сейчас командам разрешается в последний день выставить теннисистов на собственное усмотрение, с условием, что состав соперников не будет повторять матчи первого дня.
Нет никаких требований, кто из спортсменов должен играть парный матч. Это может быть любой из игроков, выступающих в одиночных играх, два любых других игрока (обычно, специалисты парной игры) или их комбинация.
Матчи проводятся в пяти сетах, пятый сет играется без тай-брейка до победы в 2 геймах. Если одна из команд обеспечила себе победу до того, как были сыграны все пять матчей, то оставшиеся матчи проводятся в трёх сетах, как не влияющие на исход раунда.
Международная федерация тенниса (ITF) внесла изменения в правила проведения матчей в рамках соревнований. На заседании ITF в Сантьяго было принято решение о введении тай-брейка в пятом сете. Это правило начало действовать с 2016 года. Данное решение вызвано критикой, обрушившейся на ITF после одиночного поединка Леонардо Майера с Жуаном Соузой в рамках противостояния Аргентина-Бразилия. Матч продолжался 6 часов 42 минуты, из которых 2 часа 30 минут пришлись на пятую партию.

### Изменение формата с 2019 года
Съезд Международной федерации тенниса в Орландо (США) 16 августа 2018 года утвердил изменения в формате Кубка Дэвиса, который с 2019 года будет называться World Cup of Tennis Finals. Мировая группа, состоящая из 18 команд, будет разыгрывать основной трофей в течение недели в конце ноября. В число команд Мировой группы будут входить четыре полуфиналиста предыдущего сезона, 12 команд, отобраных по результатам квалификационных стыковых встреч в феврале, и двух команд, получающих уайлд-кард от организаторов перед квалификационным раундом. Команды, участвующие в финальном турнире, будут разделены на шесть групп, из которых в четвертьфиналы плей-офф выходят шесть победителей и две команды с лучшими результатами из оставшихся. Каждый матч будет состоять из двух одиночных и одной парной встречи, при этом все встречи будут играться до победы в двух сетах. Первый розыгрыш турнира в новом формате пройдёт в Мадриде (Испания) или Лилле (Франция) с 18 по 24 ноября 2019 года. Две худших команды по итогам группового этапа в следующем сезоне отправляются в зональные турниры, а остальные восемь получают автоматическое право на участие в следующем квалификационном этапе.

## Рекорды и статистика

### Победители
За время проведения соревнования пятнадцать стран смогли выиграть хотя бы один чемпионский титул.
| Страна         | Титулы | Финалы |
| -------------- | --- | --- |
| США            | 1900, 1902, 1913, 1920, 1921, 1922, 1923, 1924, 1925, 1926, 1937, 1938, 1946, 1947, 1948, 1949, 1954, 1958, 1963, 1968, 1969, 1970, 1971, 1972, 1978, 1979, 1981, 1982, 1990, 1992, 1995, 2007 (32) | 1903, 1905, 1906, 1908, 1909, 1911, 1914, 1927, 1928, 1929, 1930, 1932, 1934, 1935, 1939, 1950, 1951, 1952, 1953, 1955, 1956, 1957, 1959, 1964, 1973, 1984, 1991, 1997, 2004 (29) |
| Австралия      | 1907, 1908, 1909, 1911, 1914, 1919, 1939, 1950, 1951, 1952, 1953, 1955, 1956, 1957, 1959, 1960, 1961, 1962, 1964, 1965, 1966, 1967, 1973, 1977, 1983, 1986, 1999, 2003 (28)                         | 1912, 1920, 1922, 1923, 1924, 1936, 1938, 1946, 1947, 1948, 1949, 1954, 1958, 1963, 1968, 1990, 1993, 2000, 2001, 2022, 2023 (21)                                                 |
| Франция        | 1927, 1928, 1929, 1930, 1931, 1932, 1991, 1996, 2001, 2017 (10) | 1925, 1926, 1933, 1982, 1999, 2002, 2010, 2014, 2018 (9) |
| Великобритания | 1903, 1904, 1905, 1906, 1912, 1933, 1934, 1935, 1936, 2015 (10) | 1900, 1902, 1907, 1913, 1919, 1931, 1937, 1978 (8) |
| Швеция         | 1975, 1984, 1985, 1987, 1994, 1997, 1998 (7) | 1983, 1986, 1988, 1989, 1996 (5) |
| Испания        | 2000, 2004, 2008, 2009, 2011, 2019 (6) | 1965, 1967, 2003, 2012 (4) |
| Италия         | 1976, 2023, 2024 (3) | 1960, 1961, 1977, 1979, 1980, 1998 (6) |
| Россия         | 2002, 2006, 2021 (3) | 1994, 1995, 2007 (3) |
| Германия       | 1988, 1989, 1993 (3) | 1970, 1985 (2) |
| Чехия          | 1980, 2012, 2013 (3) | 1975, 2009 (2) |
| Хорватия       | 2005, 2018 (2) | 2016, 2021 (2) |
| Аргентина      | 2016 (1) | 1981, 2006, 2008, 2011 (4) |
| Сербия         | 2010 (1) | 2013 (1) |
| Швейцария      | 2014 (1) | 1992 (1) |
| Канада         | 2022 (1) | 2019 (1) |
| ЮАР            | 1974 (1) | — |
| Индия          | — | 1966, 1974, 1987 (3) |
| Румыния        | — | 1969, 1971, 1972 (3) |
| Бельгия        | — | 1904, 2015, 2017 (3) |
| Япония         | — | 1921 (1) |
| Мексика        | — | 1962 (1) |
| Чили           | — | 1976 (1) |
| Словакия       | — | 2005 (1) |
| Нидерланды     | — | 2024 (1) |